# Mia Cottet
Mia Cottet (Alexandria (Virginia), 31 dicembre 1968) è un'attrice statunitense.

## Filmografia parziale
- Nine Months - Imprevisti d'amore (1995)
- Lo smoking (2002)
- In linea con l'assassino (2002)
- Prima ti sposo poi ti rovino (2003)